# اوريتيا

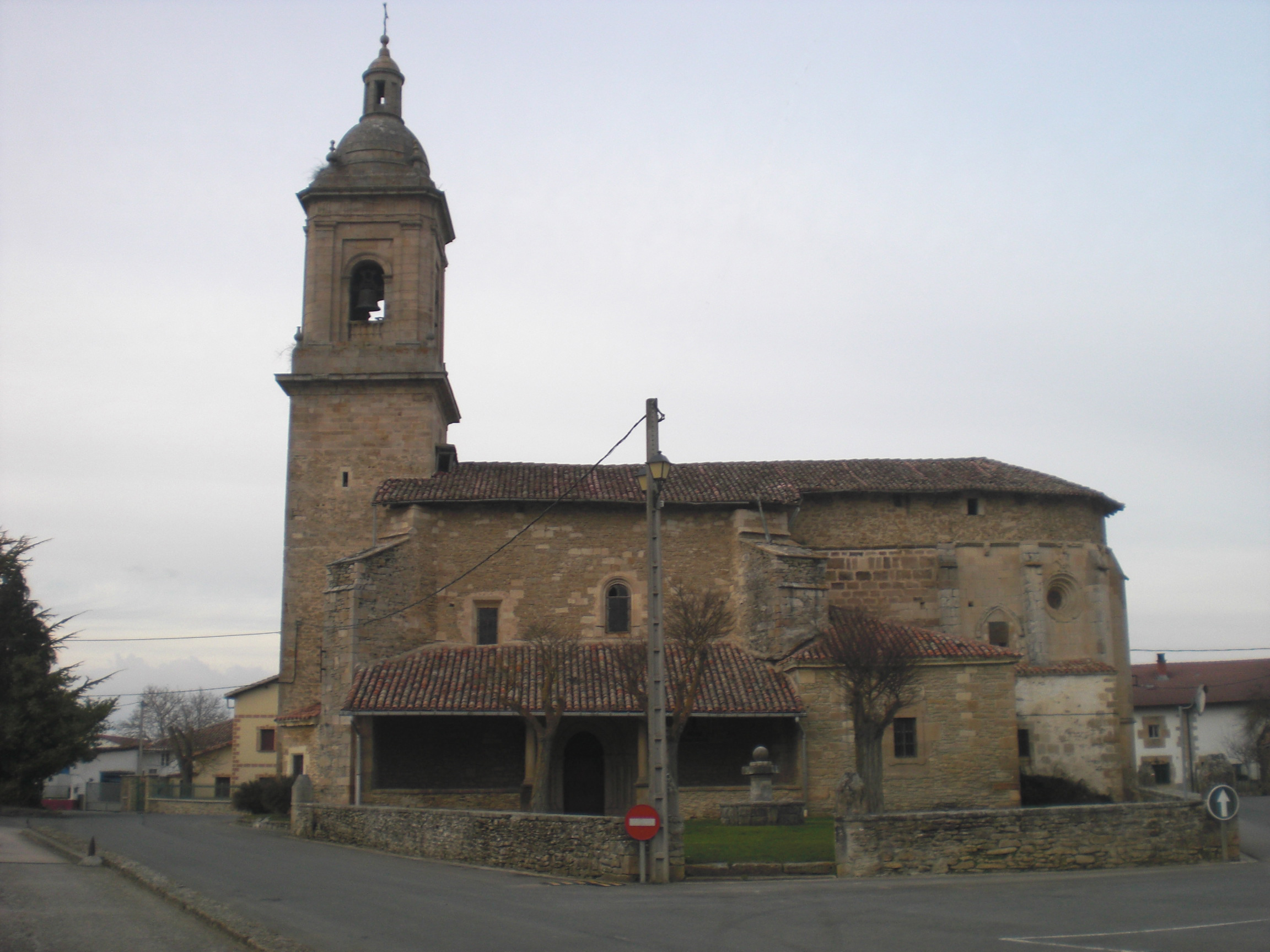
كنيسة اوريتا

اوريتيا هي قرية في ألافا، إقليم الباسك في إسبانيا.